# Lijst van voetbalinterlands Hongarije - Italië
Deze lijst van voetbalinterlands is een overzicht van alle officiële voetbalwedstrijden tussen de nationale teams van Hongarije en Italië. De landen hebben tot op heden 35 keer tegen elkaar gespeeld. De eerste ontmoeting was een vriendschappelijke wedstrijd en werd gespeeld in Boedapest op 26 mei 1910. Het laatste duel, een groepswedstrijd tijdens de UEFA Nations League 2022/23, vond plaats op 26 september 2022 in Boedapest.

## Wedstrijden
| №  | Plaats        | Datum             | Competitie                  | Wedstrijd          | Uitslag |
| -- | ------------- | ----------------- | --------------------------- | ------------------ | ------- |
| 1  | Boedapest     | 26 mei 1910       | Vriendschappelijk           | Hongarije − Italië | 6 − 1   |
| 2  | Milaan        | 6 januari 1911    | Vriendschappelijk           | Italië − Hongarije | 0 − 1   |
| 3  | Genua         | 4 maart 1923      | Vriendschappelijk           | Italië − Hongarije | 0 − 0   |
| 4  | Boedapest     | 6 april 1924      | Vriendschappelijk           | Hongarije − Italië | 7 − 1   |
| 5  | Milaan        | 18 januari 1925   | Vriendschappelijk           | Italië − Hongarije | 1 − 2   |
| 6  | Boedapest     | 8 november 1925   | Vriendschappelijk           | Hongarije − Italië | 1 − 1   |
| 7  | Rome          | 25 maart 1928     | Vriendschappelijk           | Italië − Hongarije | 4 − 3   |
| 8  | Boedapest     | 11 mei 1930       | Vriendschappelijk           | Hongarije − Italië | 0 − 5   |
| 9  | Turijn        | 13 december 1931  | Vriendschappelijk           | Italië − Hongarije | 3 − 2   |
| 10 | Boedapest     | 8 mei 1932        | Vriendschappelijk           | Hongarije − Italië | 1 − 1   |
| 11 | Milaan        | 27 november 1932  | Vriendschappelijk           | Italië − Hongarije | 4 − 2   |
| 12 | Boedapest     | 22 oktober 1933   | Vriendschappelijk           | Hongarije − Italië | 0 − 1   |
| 13 | Milaan        | 9 december 1934   | Vriendschappelijk           | Italië − Hongarije | 4 − 2   |
| 14 | Milaan        | 24 november 1935  | Vriendschappelijk           | Italië − Hongarije | 2 − 2   |
| 15 | Boedapest     | 31 mei 1936       | Vriendschappelijk           | Hongarije − Italië | 1 − 2   |
| 16 | Turijn        | 25 april 1937     | Vriendschappelijk           | Italië − Hongarije | 2 − 0   |
| 17 | Colombes      | 19 juni 1938      | WK 1938                     | Italië − Hongarije | 4 − 2   |
| 18 | Boedapest     | 8 juni 1939       | Vriendschappelijk           | Hongarije − Italië | 1 − 3   |
| 19 | Genua         | 1 december 1940   | Vriendschappelijk           | Italië − Hongarije | 1 − 1   |
| 20 | Turijn        | 11 mei 1947       | Vriendschappelijk           | Italië − Hongarije | 3 − 2   |
| 21 | Boedapest     | 12 juni 1949      | Vriendschappelijk           | Hongarije − Italië | 1 − 1   |
| 22 | Rome          | 17 mei 1953       | Vriendschappelijk           | Hongarije − Italië | 0 − 3   |
| 23 | Boedapest     | 27 november 1955  | Vriendschappelijk           | Hongarije − Italië | 2 − 0   |
| 24 | Florence      | 29 november 1959  | Vriendschappelijk           | Italië − Hongarije | 1 − 1   |
| 25 | Boedapest     | 27 juni 1965      | Vriendschappelijk           | Hongarije − Italië | 2 − 1   |
| 26 | Mar del Plata | 6 juni 1978       | WK 1978                     | Italië − Hongarije | 3 − 1   |
| 27 | Tarente       | 26 april 1989     | Vriendschappelijk           | Italië − Hongarije | 4 − 0   |
| 28 | Boedapest     | 17 oktober 1990   | EK 1992 kwalificatie        | Hongarije − Italië | 1 − 1   |
| 29 | Salerno       | 1 mei 1991        | EK 1992 kwalificatie        | Italië − Hongarije | 3 − 1   |
| 30 | Boedapest     | 1 juni 1996       | Vriendschappelijk           | Hongarije − Italië | 0 − 2   |
| 31 | Boedapest     | 3 september 2000  | WK 2002 kwalificatie        | Hongarije − Italië | 2 − 2   |
| 32 | Parma         | 6 oktober 2001    | WK 2002 kwalificatie        | Italië − Hongarije | 1 − 0   |
| 33 | Boedapest     | 22 augustus 2007  | Vriendschappelijk           | Hongarije − Italië | 3 − 1   |
| 34 | Cesena        | 7 juni 2022       | UEFA Nations League 2022/23 | Italië − Hongarije | 2 – 1   |
| 35 | Boedapest     | 26 september 2022 | UEFA Nations League 2022/23 | Hongarije − Italië | 0 – 2   |

## Samenvatting
| Competitie          | Totaal gespeeld | Winst Hongarije | Gelijk | Winst Italië | Doelsaldo Hongarije – Italië |
| ------------------- | --------------- | --------------- | ------ | ------------ | ---------------------------- |
| WK-eindronde        | 2               | 0               | 0      | 2            | 3 − 7                        |
| WK-kwalificatie     | 2               | 0               | 1      | 1            | 2 − 3                        |
| EK-kwalificatie     | 2               | 0               | 1      | 1            | 2 − 4                        |
| UEFA Nations League | 2               | 0               | 0      | 2            | 1 − 4                        |
| Vriendschappelijk   | 27              | 8               | 7      | 12           | 46 − 49                      |
| Totaal              | 35              | 8               | 9      | 18           | 54 − 67                      |

MLSZ · A-internationals · Selecties · Bondscoaches · Hongaars vrouwenelftal · Olympisch elftal · Hongarije U21 · Hongarije U20 · Hongarije U19 · Hongarije U18 · Hongarije U17 · Hongarije U16
1902 – 1919 · 
1920 – 1929 · 
1930 – 1939 · 
1940 – 1949 · 
1950 – 1959 · 
1960 – 1969 · 
1970 – 1979 · 
1980 – 1989 · 
1990 – 1999 · 
2000 – 2009 · 
2010 – 2019 ·
2020 − 2029
EK's:
1964 · 
1972 · 
2016 ·
2020 ·
2024
WK's:
1934 · 
1938 · 
1954 · 
1958 · 
1962 · 
1966 · 
1978 · 
1982 · 
1986
OS:
1912 · 
1924 · 
1936 · 
1952 · 
1960 · 
1964 · 
1968 · 
1972 · 
1996
1902 · 
1903 · 
1904 · 
1905 · 
1906 · 
1907 · 
1908 · 
1909 · 
1910 · 
1911 · 
1912 · 
1913 · 
1914 · 
1915 · 
1916 · 
1917 · 
1918 · 
1919 · 
1920 · 
1921 · 
1922 · 
1923 · 
1924 · 
1925 · 
1926 · 
1927 · 
1928 · 
1929 · 
1930 · 
1931 · 
1932 · 
1933 · 
1934 · 
1935 · 
1936 · 
1937 · 
1938 · 
1939 · 
1940 · 
1941 · 
1942 · 
1943 · 
1944 · 
1945 · 
1946 · 
1947 · 
1948 · 
1949 · 
1950 · 
1952 · 
1952 · 
1953 · 
1954 · 
1955 · 
1956 · 
1957 · 
1958 · 
1959 · 
1960 · 
1961 · 
1962 · 
1963 · 
1964 · 
1965 · 
1966 · 
1967 · 
1968 · 
1969 · 
1970 · 
1971 · 
1972 · 
1973 · 
1974 · 
1975 · 
1976 · 
1977 · 
1978 · 
1979 · 
1980 · 
1981 · 
1982 · 
1983 · 
1984 · 
1985 · 
1986 · 
1987 · 
1988 · 
1989 · 
1990 · 
1991 · 
1992 · 
1993 · 
1994 · 
1995 · 
1996 · 
1997 · 
1998 · 
1999 · 
2000 · 
2001 · 
2002 · 
2003 · 
2004 · 
2005 · 
2006 · 
2007 · 
2008 · 
2009 · 
2010 · 
2011 · 
2012 · 
2013 · 
2014 · 
2015 ·
2016 ·
2017 ·
2018 ·
2019 ·
2020 ·
2021 ·
2022 ·
2023 ·
2024
Albanië ·
Algerije ·
Andorra · 
Antigua en Barbuda ·
Argentinië ·
Armenië ·
Australië ·
Azerbeidzjan ·
België ·
Bohemen ·
Bolivia ·
Bosnië en Herzegovina ·
Brazilië ·
Bulgarije ·
Canada ·
Chili ·
China ·
Colombia ·
Costa Rica ·
Cyprus ·
Denemarken ·
DDR ·
Duitsland ·
Egypte ·
El Salvador ·
Engeland ·
Estland ·
Faeröer ·
Finland ·
Frankrijk ·
Georgië ·
Griekenland ·
Ierland ·
IJsland ·
India ·
Iran ·
Israël ·
Italië ·
Ivoorkust ·
Japan ·
Joegoslavië ·
Jordanië ·
Kazachstan · 
Koeweit ·
Kosovo · 
Kroatië ·
Letland ·
Libanon ·
Liechtenstein ·
Litouwen ·
Luxemburg ·
Malta ·
Mexico ·
Moldavië ·
Montenegro ·
Nederland ·
Nederlands-Indië ·
Nieuw-Zeeland ·
Noord-Ierland ·
Noord-Macedonië ·
Noorwegen ·
Oekraïne ·
Oostenrijk ·
Paraguay ·
Peru ·
Polen ·
Portugal ·
Qatar ·
Roemenië ·
Rusland ·
San Marino ·
Saoedi-Arabië ·
Schotland ·
Servië ·
Slovenië ·
Slowakije ·
Sovjet-Unie ·
Spanje ·
Tsjechië ·
Tsjecho-Slowakije ·
Turkije ·
Uruguay ·
Verenigde Arabische Emiraten ·
Verenigde Staten ·
Verenigd Koninkrijk ·
Wales ·
Wit-Rusland ·
Zuid-Korea ·
Zweden ·
Zwitserland
Brazilië (1954) · 
Duitsland (2021) ·
Frankrijk (2021) · 
IJsland (2016) · 
Italië (1938) · 
Oostenrijk (2016) · 
Portugal (2021) · 
West-Duitsland (1954, 2)
FIGC · A-internationals · Selecties · Bondscoaches · Italiaans vrouwenelftal · Olympisch elftal · Italië U21 · Italië U20 · Italië U19 · Italië U18 · Italië U17 · Italië U16 · Vrouwen U17
1910 – 1919 ·
1920 – 1929 ·
1930 – 1939 ·
1940 – 1949 ·
1950 – 1959 ·
1960 – 1969 ·
1970 – 1979 ·
1980 – 1989 ·
1990 – 1999 ·
2000 – 2009 ·
2010 – 2019 ·
2020 − 2029
EK's: 1968 · 
1980 · 
1988 · 
1996 · 
2000 · 
2004 · 
2008 · 
2012 · 
2016 ·
2020 ·
2024
WK's: 1934 · 
1938 · 
1950 · 
1954 · 
1962 · 
1966 · 
1970 · 
1974 · 
1978 · 
1982 · 
1986 · 
1990 · 
1994 · 
1998 · 
2002 · 
2006 · 
2010 · 
2014
OS: 1912 · 
1920 · 
1924 · 
1928 · 
1936 · 
1948 · 
1952 · 
1960 · 
1984 · 
1988 · 
1992 · 
1996 · 
2000 · 
2004 · 
2008
1911 · 
1912 · 
1913 · 
1914 · 
1915 · 
1916 · 1917 · 1918 · 1919 · 
1920 · 
1921 · 
1922 · 
1923 · 
1924 · 
1925 · 
1926 · 
1927 · 
1928 · 
1929 · 
1930 · 
1931 · 
1932 · 
1933 · 
1934 · 
1935 · 
1936 · 
1937 · 
1938 · 
1939 · 
1940 · 
1941 · 
1942 · 
1943 · 1944 · 
1945 · 
1946 · 
1947 · 
1948 · 
1949 · 
1950 · 
1952 · 
1952 · 
1953 · 
1954 · 
1955 · 
1956 · 
1957 · 
1958 · 
1959 · 
1960 · 
1961 · 
1962 · 
1963 · 
1964 · 
1965 · 
1966 · 
1967 · 
1968 · 
1969 · 
1970 · 
1971 · 
1972 · 
1973 · 
1974 · 
1975 · 
1976 · 
1977 · 
1978 · 
1979 · 
1980 · 
1981 · 
1982 · 
1983 · 
1984 · 
1985 · 
1986 · 
1987 · 
1988 · 
1989 · 
1990 ·
1991 · 
1992 · 
1993 · 
1994 · 
1995 · 
1996 · 
1997 · 
1998 · 
1999 · 
2000 · 
2001 · 
2002 · 
2003 · 
2004 · 
2005 · 
2006 · 
2007 · 
2008 · 
2009 · 
2010 · 
2011 · 
2012 · 
2013 · 
2014 · 
2015 · 
2016 · 
2017 ·
2018 ·
2019 ·
2020 ·
2021 ·
2022 ·
2023 ·
2024
Albanië ·
Algerije ·
Argentinië ·
Armenië ·
Australië ·
Azerbeidzjan ·
België ·
Bosnië en Herzegovina ·
Brazilië ·
Bulgarije ·
Canada ·
Chili ·
China ·
Costa Rica ·
Cyprus ·
DDR ·
Denemarken ·
Duitsland ·
Ecuador ·
Egypte ·
Engeland ·
Estland ·
Faeröer ·
Finland ·
Frankrijk ·
Georgië ·
Ghana ·
Griekenland ·
Haïti ·
Hongarije ·
Ierland ·
IJsland ·
Israël ·
Ivoorkust ·
Japan ·
Joegoslavië ·
Kameroen ·
Kroatië ·
Liechtenstein · 
Litouwen ·
Luxemburg ·
Malta ·
Marokko ·
Mexico ·
Moldavië ·
Montenegro ·
Nederland ·
Nieuw-Zeeland ·
Nigeria ·
Noord-Ierland ·
Noord-Korea ·
Noord-Macedonië ·
Noorwegen ·
Oekraïne ·
Oostenrijk ·
Paraguay ·
Peru ·
Polen ·
Portugal ·
Roemenië ·
Rusland ·
San Marino ·
Saoedi-Arabië ·
Schotland ·
Servië ·
Servië en Montenegro ·
Slovenië ·
Slowakije ·
Sovjet-Unie ·
Spanje ·
Tsjechië ·
Tsjecho-Slowakije ·
Tunesië ·
Turkije ·
Uruguay ·
Venezuela ·
Verenigde Staten ·
Wales ·
Wit-Rusland ·
Zuid-Afrika ·
Zuid-Korea ·
Zweden ·
Zwitserland
Argentinië (1982) · 
Australië (2006) · 
België (2016) · 
België (2021) · 
Brazilië (1970) · 
Brazilië (1982) · 
Brazilië (1994) · 
Costa Rica (2014) · 
Duitsland (2006) · 
Duitsland (2012) · 
Engeland (2012) ·
Engeland (2014) ·
Engeland (2021) ·
Frankrijk (2000) · 
Frankrijk (2006) · 
Frankrijk (2008) · 
Ghana (2006) · 
Hongarije (1938) · 
Ierland (2012) · 
Joegoslavië (1968) · 
Kameroen (1982) · 
Kroatië (2012) · 
Nederland (2008) · 
Nieuw-Zeeland (2010) · 
Oekraïne (2006) · 
Oostenrijk (2021) · 
Paraguay (2010) · 
Peru (1982) · 
Polen (1982, 1) · 
Polen (1982, 2) · 
Roemenië (2008) · 
Spanje (2008) ·
Spanje (2012, 1) ·
Spanje (2012, 2) ·
Spanje (2016) ·
Spanje (2021) ·
Tsjechië (2006) · 
Turkije (2021) · 
Uruguay (2014) · 
Verenigde Staten (2006) · 
Wales (2021) · 
West-Duitsland (1982) · 
Zweden (2016) · 
Zwitserland (2021)